# Trona (mineral)
La trona es un mineral de la clase de los minerales carbonatos y nitratos, y dentro de esta pertenece al llamado “grupo de la termonatrita-natrón”. Es conocido y usado por la humanidad desde tiempos ancestrales.

## Etimología
La palabra trona con que se designa este mineral en casi todos los idiomas europeos posiblemente proceda del español, que la tomó del árabe trōn, el cual la tomó del griego nitro y éste del antiguo Egipto ntr.
Un sinónimo en español poco usado es natrita.

## Características químicas
Es un complejo carbonato y bicarbonato hidratado de sodio.

## Formación y yacimientos
Depositado como evaporita en lagos salinos y yacimientos fluviales, nunca en evaporitas marinas. También aparece como eflorescencias en suelos de regiones áridas. Raramente se ha encontrado en fumarolas.
Suele encontrarse asociado a otros minerales como: gaylussita, natrón, termonatrita, halita, glauberita, thenardita, mirabilita, yeso, shortita, northupita, bradleyita o pirssonita.

## Usos
Se emplea como fuente natural del carbonato de sodio, de amplia aplicación en la industria. Calcinando la trona en hornos se obtiene la "ceniza de sosa", empleada en la producción de jabón, cristal y papel.